# Faustina Kowalska
Thánh Maria Faustyna Kowalska Thánh Thể OLM (tên khai sinh là Helena Kowalska; 1905 - 1938 ), được gọi phổ biến là Faustina, là một nữ tu Công giáo La Mã người Ba Lan và là một nhà thần bí. Sự hiện ra của Chúa Giêsu Kitô với cô đã truyền cảm hứng cho sự sùng kính của Công giáo La Mã đối với Lòng thương xót của Thiên Chúa và mang lại cho cô tước hiệu "Sứ đồ của Lòng thương xót Chúa".
Trong suốt cuộc đời, Faustina báo cáo có các thị kiến về Chúa Giêsu và các cuộc trò chuyện với Người, những điều cô đã viết trong nhật ký của mình, sau đó được xuất bản thành Nhật ký của Thánh Maria Faustina Kowalska: Lòng thương xót của Chúa trong tâm hồn tôi. Tiểu sử của cô, được đệ trình lên Bộ Tuyên thánh, đã trích dẫn một trong những cuộc trò chuyện này với Chúa Giêsu liên quan đến sự sùng kính của Lòng thương xót Chúa.
Vào năm 20 tuổi, cô tham gia một tu viện ở Warszawa, Ba Lan, được cử đến Płock, và sau đó được chuyển đến Vilnius, nơi cô gặp cha giải tội của mình là cha Micae Sopoćko, người ủng hộ sự sùng kính của cô đối với Lòng Thương Xót của Chúa. Faustina và Sopoćko đã hướng dẫn một nghệ sĩ vẽ bức tranh Lòng thương xót Chúa đầu tiên dựa trên thị kiến của Faustina về Chúa Giêsu. Sopoćko đã sử dụng bức hình trong việc cử hành Thánh lễ đầu tiên vào Chủ nhật đầu tiên sau lễ Phục sinh. Sau đó, Giáo hoàng Gioan Phaolô II đã thiết lập Lễ kính Lòng thương xót Chúa vào Chủ nhật đầu tiên sau lễ Phục Sinh trong mỗi năm phụng vụ.
Giáo hội Công giáo La Mã đã tôn phong Faustina là một vị thánh vào ngày 30 tháng 4 năm 2000. Nhà thần bí được phân loại trong phụng vụ là một trinh nữ  và được tôn sùng trong Giáo hội là "Tông đồ của Lòng thương xót của Thiên Chúa".

## Đầu đời

### Tuổi thơ và những năm đầu đời
Tên khai sinh của cô là Helena Kowalska sinh vào ngày 25 tháng 8 năm 1905 tại Głogowiec, hạt Łęczyca, phía tây bắc Łódź ở Ba Lan. Cô là người con thứ ba trong số mười người con của Stanisław Kowalski và Marianna Kowalska. Cha cô là một thợ mộc và là một nông dân, gia đình nghèo và theo đạo.
Cô bày tỏ rằng lần đầu tiên cảm thấy một lời mời gọi đến đời tu khi tham dự Bí tích Thánh Thể lúc 7 tuổi. Cô muốn vào tu viện sau khi hoàn thành thời gian ở trường, nhưng bố mẹ cô không cho phép. Khi 16 tuổi, cô đi làm giúp việc, đầu tiên là ở Alexanderrów Łódzki, nơi cô nhận được Bí tích Thêm sức, sau đó là Łódź để chu cấp cho bản thân và giúp đỡ cha mẹ. [2]

### Tham gia tu viện ở Warszawa
Năm 1924, ở tuổi 19, Faustina cùng chị gái Natalia đi khiêu vũ trong công viên ở Łódź. Faustina nói rằng, trong khi nhảy, cô đã có một thị kiến về Chúa Giêsu đau khổ. Sau đó cô đến nhà thờ. Từ đó, cô nói rằng Chúa Giêsu đã hướng dẫn cô rời Warszawa ngay lập tức và tham gia một tu viện. Cô bắt tàu đi Warszawa (khoảng 85 dặm) mà không có được sự cho phép của cha mẹ, không biết ai ở Warszawa, không mang bất kỳ đồ dùng khác ngoài chiếc váy cô đang mặc. Sau khi đến, cô bước vào nhà thờ đầu tiên mà cô nhìn thấy (Nhà thờ Saint James ở Warszawa) và tham dự thánh lễ. Cô đã hỏi linh mục, Cha Dąbrowski và ông đề nghị cô ở lại với bà Lipszycowa, một phụ nữ địa phương mà ông cho là đáng tin cậy, cho đến khi cô tìm được một tu viện.
Faustina đã đến một số tu viện ở Warszawa, nhưng đều bị từ chối, một nơi nói rằng "chúng tôi không chấp nhận người giúp việc ở đây", ám chỉ sự nghèo khó của cô. Faustina có thể đọc và viết và có ba hoặc bốn năm giáo dục. Sau vài tuần tìm kiếm, mẹ bề trên tại tu viện Zgromadzenie Sióstr Matki Bożej Miłosierdzia (Dòng Đức Mẹ Nhân Lành) đã quyết định cho Faustina một cơ hội và chấp nhận cô với điều kiện cô phải trả tiền cho áo dòng của mình. Faustina không biết gì về tu viện mà cô đang tham gia ngoại trừ việc cô tin rằng mình được dẫn đến đó.
Năm 1925, Faustina làm việc như một người giúp việc để tiết kiệm và gửi tiền tại Tu viện trong suốt cả năm, cuối cùng cô đã được chấp nhận. Vào ngày 30 tháng 4 năm 1926, ở tuổi 20, cô nhận được áo dòng và lấy tên dòng là nữ tu Maria Faustina Thánh Thể. Cái tên "Faustina" là một từ giảm nhẹ nghĩa của từ Fausta, có nghĩa là "có phúc" hoặc "may mắn". Vào tháng 4 năm 1928, cô tuyên khấn lần đầu tiên với tư cách là một nữ tu, cùng tham dự nghi thức có cha mẹ cô. Cô là một nữ tu trong hơn một thập kỷ cho đến khi qua đời ở tuổi 33 vào ngày 5 tháng 10 năm 1938.
Từ tháng 2 đến tháng 4 năm 1929, cô được gửi đến tu viện ở Wilno, khi đó thuộc Ba Lan, nay là Vilnius, Litva, làm đầu bếp. Mặc dù thời gian của cô ở thành phố này rất ngắn, nhưng cô trở lại đây sau đó và gặp Cha Michael Sopoćko, người hỗ trợ sứ mệnh của cô. Một năm sau lần trở về đầu tiên từ Vilnius, vào tháng 5 năm 1930, cô được chuyển đến tu viện ở Płock, Ba Lan, trong gần hai năm.

## Đời sống tu sĩ

### Płock và hình ảnh của Lòng thương xót của Thiên Chúa
Faustina đến Płock vào tháng 5 năm 1930. Năm đó, những dấu hiệu đầu tiên của căn bệnh của cô (sau này được cho là bệnh lao) xuất hiện, cô được gửi đến nghỉ ngơi trong vài tháng tại một trang trại gần đó theo lệnh bền trên. Sau khi hồi phục cô trở lại tu viện, và đến tháng 2 năm 1931, cô đã ở Płock được khoảng chín tháng.
Faustina đã viết rằng vào đêm Chủ nhật, ngày 22 tháng 2 năm 1931, khi cô đang ở trong phòng của mình ở Płock, Chúa Giêsu xuất hiện với một bộ quần áo màu trắng với những tia sáng màu đỏ và nhợt nhạt phát ra từ trái tim Người. Trong nhật ký của cô (Notebook I, mục 47 và 48), cô viết rằng Chúa Giêsu đã nói với cô:
Hãy vẽ một hình ảnh theo mẫu con nhìn thấy, với hàng chữ: "Lạy Chúa Giêsu, con tín thác nơi Chúa" (tiếng Ba Lan: "Jezu, ufam Tobie"). Cha ước mong hình ảnh này được tôn kính, trước tiên là trong nhà nguyện của các con, và sau đó là trên toàn thế giới. Cha hứa rằng linh hồn nào tôn kính bức hình này sẽ không bị hư mất.
Do không biết vẽ, Faustina đã tiếp cận một số nữ tu khác tại tu viện ở Płock để tìm kiếm sự giúp đỡ, nhưng cô không nhận được sự giúp đỡ nào. Ba năm sau khi được giao nhiệm vụ tại Vilnius, hình ảnh nghệ thuật đầu tiên đã được thực hiện dưới sự chỉ đạo của cô.
Trong cùng một thông điệp ngày 22 tháng 2 năm 1931 về hình ảnh Lòng Thương Xót của Thiên Chúa, Faustina cũng đã viết trong nhật ký của mình (Notebook I, mục 49) rằng Chúa Giêsu nói với cô rằng Người muốn hình ảnh Lòng Thương Xót của Thiên Chúa được "ban phước một cách long trọng vào Chủ nhật đầu tiên sau Lễ Phục Sinh; Chủ nhật đó là ngày lễ Kính Lòng thương xót. " 
Vào tháng 11 năm 1932, Faustina trở lại Warszawa để chuẩn bị tuyên khấn lần cuối cùng với tư cách là một nữ tu. Vào ngày 1 tháng 5 năm 1933, cô tuyên khấn lần cuối cùng tại Łagiewniki và trở thành nữ tu trọn đời của Dòng Đức Mẹ Nhân Lành.

### Vilnius và gặp Cha Sopoćko
Vào cuối tháng 5 năm 1933, Faustina được chuyển đến Vilnius làm công việc làm vườn, trồng rau. Cô ở lại Vilnius khoảng ba năm cho đến tháng 3 năm 1936. Tu viện ở Vilnius chỉ có 18 chị em và bao gồm một vài ngôi nhà nhỏ rải rác thay vì một tòa nhà lớn.
Không lâu sau khi đến Vilnius, Faustina đã gặp Cha Michael Sopoćko, cha giải tội mới được bổ nhiệm cho các nữ tu. Sopoćko cũng là giáo sư thần học mục vụ tại Đại học Stefan Batory (nay gọi là Đại học Vilnius).
Khi Faustina đến với Sopoćko để xưng tội lần đầu tiên, cô nói với ngài rằng cô đã nói chuyện với Chúa Giêsu, và Người đã có kế hoạch cho đời cô. Sau một thời gian, vào năm 1933, Cha Sopoćko yêu cầu đánh giá tâm thần toàn diện về Faustina thực hiện bởi Helena Maciejewska, một bác sĩ tâm thần và là bác sĩ có liên quan đến tu viện. Faustina đã vượt qua các bài kiểm tra cần thiết và được công nhận là có đầu óc tỉnh táo.
Sau đó, Sopoćko bắt đầu tin tưởng vào Faustina và ủng hộ những nỗ lực của cô. Sopoćko cũng khuyên Faustina nên bắt đầu viết nhật ký và ghi lại những cuộc trò chuyện và thông điệp từ Chúa Giêsu mà cô đang báo cáo. Faustina đã nói với Sopoćko về hình ảnh Lòng thương xót của Thiên Chúa, và vào tháng 1 năm 1934, Sopoćko đã giới thiệu cô với họa sĩ Eugene Kazimierowski, cũng là giáo sư tại trường đại học.
Đến tháng 6 năm 1934, Kazimierowski đã hoàn thành việc vẽ bức tranh dựa trên sự chỉ đạo của Faustina và Cha Sopoćko. Đó là bức tranh Lòng thương xót Chúa duy nhất mà Faustina nhìn thấy. Khuôn mặt của Chúa Giêsu trong Hình ảnh Lòng thương xót của Thiên Chúa và trong Tấm vải liệm nổi tiếng của thành phố Torino cho thấy sự tương đồng cao. Bản gốc do Kazimirowski (Vilnius) vẽ dưới sự hướng dẫn của Thánh Faustina vào năm 1934, một lần nữa trở thành bức hình đáng kính nhất về Lòng thương xót của Thiên Chúa. 
Faustina đã viết trong nhật ký của mình (Notebook I mục 414) rằng, vào Thứ Sáu Tuần Thánh, 19 tháng 4 năm 1935, Chúa Giêsu nói với cô rằng Người muốn hình ảnh Lòng Thương Xót của Thiên Chúa được tôn vinh công khai. [4] Một tuần sau, vào ngày 26 tháng 4 năm 1935, Cha Sopoćko đã giảng bài giảng đầu tiên về Lòng Thương Xót của Thiên Chúa và Faustina đã tham dự bài giảng.
Thánh lễ đầu tiên trong đó hình ảnh Lòng thương xót của Thiên Chúa được trưng bày diễn ra vào ngày 28 tháng 4 năm 1935, Chủ nhật đầu tiên sau Chủ nhật Phục sinh và được Faustina tham dự. Ngày này cũng là ngày kỷ niệm kết thúc Năm Thánh Cứu chuộc của Giáo hoàng Piô XI. Cha Sopoćko đã xin phép Đức Tổng Giám mục Jałbrzykowski đặt hình ảnh Lòng Thương Xót của Thiên Chúa trong nhà thờ Gate of Dawn ở thành phố Vilnius trong Thánh lễ hôm Chủ nhật và tự mình cử hành Thánh lễ. [24]
Vào ngày 13 tháng 9 năm 1935, khi còn ở Vilnius, Faustina viết một thị kiến về Chuỗi kinh Lòng Chúa Thương xót trong nhật ký của cô (Notebook I mục 476). [25] Chuỗi kinh dài khoảng một phần ba chuỗi Mân côi. [26] Faustina đã viết rằng mục đích của những lời cầu nguyện lòng thương xót của Thiên Chúa gồm 3 điều: để được thương xót, tin tưởng vào lòng thương xót của Chúa Kitô và thể hiện lòng thương xót đối với người khác. [27]
Vào tháng 11 năm 1935, Faustina đã viết các quy tắc cho một hội dòng mới dành cho Lòng Thương Xót của Thiên Chúa. Vào tháng 12, cô đã đến thăm một ngôi nhà ở Vilnius mà cô nói rằng đã nhìn thấy trong một thị kiến là tu viện đầu tiên cho hội dòng. [4]
Vào tháng 1 năm 1936, Faustina đã đến gặp Đức Tổng Jałbrzykowski để thảo luận về một hội dòng mới cho Lòng Thương Xót của Chúa. Tuy nhiên, ngài nhắc nhở cô rằng cô đã tuyên khấn trọn đời với trật tự hiện tại. [28] Vào tháng 3 năm 1936, Faustina nói với bề trên của mình rằng cô đã nghĩ đến việc đặt ra một dòng tu mới dành riêng cho Lòng Thương Xót của Thiên Chúa, nhưng cô đã được cử đến Walendów, phía tây nam Warszawa. [4] Cô báo cáo rằng Chúa Giêsu đã nói với cô: "Con gái của Cha, hãy làm bất cứ điều gì trong khả năng của con để truyền bá việc tôn Lòng Thương Xót của Cha, Cha sẽ bù đắp cho những gì con còn thiếu sót." [29]

### Kraków và những năm cuối cùng của Thánh Faustina
Vào năm 1936, Cha Sopoćko đã viết cuốn sách nhỏ đầu tiên về sự sùng kính Lòng Thương Xót của Thiên Chúa, và Đức Tổng Jałbrzykowski đã cho phép in sách. Cuốn sách nhỏ mang hình ảnh Lòng Thương Xót Chúa trên trang bìa. Sopoćko đã gửi các bản sao của cuốn sách tới Faustina ở Warszawa. [30]
Sau đó vào năm 1936, Faustina trở nên ốm yếu, vì được suy đoán là bệnh lao. Cô đã được chuyển đến nhà điều dưỡng ở Prądnik, Kraków. Cô tiếp tục dành nhiều thời gian để nguyện gẫm và cầu nguyện cho việc hoán cải tội nhân. Cô đã dành hai năm cuối đời để cầu nguyện và ghi nhật ký. [31] [32]
Vào ngày 23 tháng 3 năm 1937, Faustina đã viết trong nhật ký của mình (Notebook III, mục 1044) rằng cô có một thị kiến rằng ngày lễ Lòng thương xót của Thiên Chúa sẽ được cử hành trong nhà nguyện của cô với những đám đông lớn tới tham dự và lễ kỷ niệm tương tự cũng được tổ chức tại Rome bởi Giáo hoàng. [20]
Vào tháng 7 năm 1937, các thẻ thánh đầu tiên có hình ảnh Lòng thương xót của Thiên Chúa đã được in. Vào tháng 8, Cha Sopoćko đã yêu cầu Faustina viết các hướng dẫn cho Tuần Cửu Nhật Kính Lòng Thương Xót Chúa, điều cô đã báo cáo như một thông điệp từ Chúa Giêsu vào Thứ Sáu Tuần Thánh năm 1937. [21]
Trong suốt năm 1937, đã có sự tiến triển trong việc quảng bá Lòng Thương Xót của Thiên Chúa, vào tháng 11 năm 1937, một cuốn sách nhỏ đã được xuất bản với tiêu đề Chúa Kitô, Vua của Lòng Thương Xót. Cuốn sách nhỏ bao gồm chuỗi kinh, tuần cửu nhật và kinh cầu của Lòng thương xót của Thiên Chúa. Bức hình Lòng Thương Xót của Thiên Chúa xuất hiện trên trang bìa, với dòng chữ, "Lạy Chúa Giêsu con tín thác vào Chúa". Vào ngày 10 tháng 11 năm 1937, Mẹ Irene bề trên của Faustina cho cô xem những cuốn sách nhỏ trong khi Faustina nằm trên giường. [33]
Khi sức khỏe của cô xấu đi vào cuối năm 1937, các thị kiến của Faustina ngày càng tăng lên, và cô được cho là đang mong muốn chấm dứt cuộc sống của mình. [21] Vào tháng 4 năm 1938, căn bệnh của cô tiến triển nặng và cô được gửi đến nghỉ ngơi trong nhà điều dưỡng ở Prądnik, đây lần cuối cùng cô ở lại đó. [33]
Vào tháng 9 năm 1938, Cha Sopoćko đến thăm cô tại nhà điều dưỡng và thấy cô rất ốm yếu nhưng vui thỏa vì đang cầu nguyện. Cuối tháng, cô được đưa về quê nhà Kraków để chờ chết ở đó. Cha Sopoćko đến thăm cô tại tu viện lần cuối cùng vào ngày 26 tháng 9 năm 1938. [21]
Faustina qua đời ở tuổi 33 vào ngày 5 tháng 10 năm 1938 tại Kraków. Cô được chôn cất vào ngày 7 tháng 10 và hiện đang yên nghỉ tại Vương cung thánh đường của Lòng thương xót Chúa tại Krakow.

## Sự sùng kính Lòng Thương Xót của Thiên Chúa

### Truyền bá sự sùng kính
Trước khi chết, Faustina đã tiên đoán rằng "sẽ có một cuộc chiến, một cuộc chiến khủng khiếp, khủng khiếp" và yêu cầu các nữ tu cầu nguyện cho Ba Lan. Năm 1939, một năm sau cái chết của Faustina, Đức Tổng Jałbrzykowski nhận thấy rằng những dự đoán của cô về cuộc chiến đã xảy ra, ông cho phép công chúng tiếp cận bức hình Lòng thương xót của Thiên Chúa và điều đó đã giúp truyền bá của sự sùng kính Lòng Thương Xót của Thiên Chúa. [34] Sự sùng kính Lòng Thương Xót Chúa đã trở thành nguồn sức mạnh và nguồn cảm hứng cho nhiều người ở Ba Lan. Đến năm 1941, sự sùng kính đã đến Hoa Kỳ và hàng triệu bản sao thẻ cầu nguyện Lòng thương xót của Thiên Chúa được in và phân phát trên toàn thế giới. [33]
Năm 1942, Jałbrzykowski bị Đức quốc xã bắt giữ, cha Sopoćko và các giáo sư khác phải ẩn náu ở nơi gần Vilnius trong khoảng hai năm. Sopoćko đã dành thời gian đó để chuẩn bị thành lập một hội dòng tôn giáo mới dựa trên các thông điệp về Lòng Thương Xót của Thiên Chúa được báo cáo bởi Faustina. Sau chiến tranh, Sopoćko đã viết hiến pháp cho hội dòng và giúp hình thành nên Congregation of the Sisters of the Divine Mercy. [35] Đến năm 1951, 13 năm sau cái chết của Faustina, đã có 150 trung tâm Lòng Thương xót Chúa ở Ba Lan. [34] [36]
Vào ngày 24 tháng 6 năm 1956, Giáo hoàng Piô XII đã ban phước cho bức hình Lòng Thương Xót của Thiên Chúa ở Rome, đó là điều duy nhất được Đức Giáo hoàng ban phước trước Công đồng Vatican II. [37] Năm 1955, dưới thời Giáo hoàng Piô XII, Giám mục Gorzów đã thành lập Congregation of the Most Holy Lord Jesus Christ, Merciful Redeemer, để truyền bá sự sùng kính Lòng thương xót của Thiên Chúa. [38] [39] Dưới thời Giáo hoàng Piô XI và Giáo hoàng Piô XII, các bài viết về sự sùng kính Lòng thương xót của Thiên Chúa đã được nhiều giám mục cho phép xuất bản, giúp sự sùng kính được chấp thuận. [40] [41] [42] [43] Hồng y Adam Stefan Sapieha và August Hlond nằm trong số những người đã chấp thuận. [44] [45] Trong thời của Giáo hoàng Piô XII, Đài phát thanh Vatican đã phát sóng nhiều lần về Lòng thương xót của Thiên Chúa. [46]
Sau khi thất bại trong việc thuyết phục Giáo hoàng Piô XII ký kết một sự kết án, Đức Hồng y Alfredo Ottaviani tại Bộ Giáo lý Đức tin đã đưa các công trình của Faustina vào một danh sách ông đệ trình lên Giáo hoàng mới được bầu John XXIII vào năm 1959. [47] [48] [49] [50] ] Vào ngày 6 tháng 3 năm 1959, Bộ Giáo lý Đức tin đã đưa ra một thông báo, có chữ ký của Đức ông Hugh O'Flaherty là công chứng, cấm lưu hành "hình ảnh và bài viết quảng bá sự sùng kính đối với Lòng thương xót của Chúa trong các hình thức do Chị Faustina đề xuất" (nhấn mạnh trong bản gốc) [51] Phán quyết tiêu cực của Bộ Giáo lý Đức tin dựa trên cả bản dịch lỗi ra tiếng Pháp  [52] hoặc tiếng Ý [44] [53] [54] [55] [56], và về những khó khăn thần học như tuyên bố rằng Chúa Giêsu có hứa sẽ xóa bỏ hoàn toàn tội lỗi khi thực hành một số hành vi sùng kính nhất định mà không chỉ rõ liệu sự tha thứ sẽ được nhận trực tiếp hay thông qua việc tiếp nhận các bí tích, và những điều được cho là tập trung quá mức vào chính Faustina. [53]
Lệnh cấm tiếp tục tồn tại trong gần hai thập kỷ. Trong lúc đó, Đức Tổng giám mục Karol Wojtyła của Kraków với sự chấp thuận của người đứng đầu Bộ Giáo lý Đức tin, từ năm 1965 đã bắt đầu điều tra thông tin về đời sống và đức hạnh của Faustina, [52] [53] [53] [57] [58] Sau đó, vào ngày 15 Tháng 4 năm 1978, Bộ Giáo lý Đức tin đã ban hành một thông báo mới, được ký bởi Bộ trưởng và thư kí Bộ, đã hủy bỏ lệnh cấm trước đó, đảo ngược lệnh cấm lưu hành công trình của Faustina. Nó ra sắc lệnh: "Hội dòng thiêng liêng này, theo quan điểm của nhiều tài liệu gốc chưa được biết đến vào năm 1959, xem xét các hoàn cảnh thay đổi sâu sắc, và có tính đến quan điểm của nhiều vị bản quyền Ba Lan, tuyên bố các lệnh cấm trong trong 'thông báo' đính kèm không còn hiệu lực. ". [59] [60] "Ngoài ra, bộ trưởng Bộ Giáo lý Đức tin đã tuyên bố rằng," với "thông báo" mới... không còn tồn tại, về phía Hội dòng thiêng liêng này, bất kỳ sự cản trở nào trong việc truyền bá tín ngưỡng Lòng thương xót của Thiên Chúa. "[60]
Đức Tổng Karol Wojtyła sau đó trở thành Giáo hoàng Gioan Phaolô II đã phong chân phước và hiển thánh cho Faustina. Ông qua đời vào tháng 4 năm 2005 vào đêm Chúa nhật Lòng Thương Xót, được chính người kế vị của ông, Đức Giáo hoàng Benedict XVI, phong chân phước vào Chúa nhật Lòng Thương Xót Chúa, ngày 1 tháng 5 năm 2011, và được Đức Giáo hoàng Phanxicô phong thánh vào Chủ nhật Lòng Thương Xót Chúa ngày 27 tháng Tư năm 2014. Chủ nhật Lòng Thương Xót Chúa được tổ chức vào Chủ nhật thứ hai của lễ Phục sinh (Chủ nhật sau Chủ nhật Phục sinh).

### Bậc Thánh
Năm 1965, với sự chấp thuận của Bộ Giáo lý Đức tin, Karol Wojtyła, khi đó là Tổng Giám mục Kraków và sau này là Giáo hoàng Gioan Phaolô II, đã bắt đầu quá trình điều tra thông tin về cuộc sống và đức hạnh của Faustina, phỏng vấn các nhân chứng và vào năm 1967 đã gửi một số tài liệu về Faustina cho Vatican, yêu cầu bắt đầu quá trình phong chân phước cho cô. Điều này đã được bắt đầu vào năm 1968, và kết thúc bằng việc phong chân phước vào ngày 18 tháng 4 năm 1993. [34] Thánh Faustina được phong chân phước vào ngày 18 tháng 4 năm 1993 và được phong hiển thánh vào ngày 30 tháng 4 năm 2000. [3] [4] Ngày lễ kính của chị là ngày 5 tháng 10.
Tiểu sử được Văn phòng Báo chí của Tòa Thánh cung cấp nhân dịp phong thánh của cô trích dẫn một số cuộc trò chuyện nổi tiếng của cô với Chúa Giêsu. [2] Tác giả và linh mục Benedict Groeschel ước tính trong năm 2010 có hơn một trăm triệu người Công giáo ủng hộ sự sùng kính Lòng Thương Xót của Thiên Chúa. [61] Giáo hoàng John Paul II nói: "Thông điệp chị mang đến là câu trả lời thích đáng và sắc bén mà Thiên Chúa muốn đưa ra cho các câu hỏi và kỳ vọng của nhân loại trong thời đại của chúng ta, đã được đánh dấu bằng những bi kịch khủng khiếp. Một ngày nọ, Chúa Giêsu nói với Sr Faustina: 'Nhân loại sẽ không bao giờ tìm thấy sự bình an cho đến khi trở về tín thác vào Lòng Thương Xót của Thiên Chúa.' "[62] Vào tháng 10 năm 2011, một nhóm hồng y và giám mục đã gửi đơn thỉnh cầu tới Đức Giáo hoàng Benedict XVI rằng Faustina là một trong số các nữ Tiến sĩ Hội Thánh. [63]

### Những phép lạ
Việc phong chân phước chính thức của Faustina liên quan đến trường hợp của Maureen Digan ở Massachusetts. [64] Vào tháng 3 năm 1981, Digan báo cáo một sự chữa lành, trong khi cầu nguyện tại ngôi mộ của Faustina. [33] Digan đã bị phù bạch huyết (một căn bệnh gây sưng tấy nặng do giữ nước) trong nhiều thập kỷ và đã trải qua mười cuộc phẫu thuật, bao gồm cắt cụt chân. Digan báo cáo rằng trong khi cầu nguyện tại ngôi mộ của Faustina, cô nghe thấy một giọng nói "cầu xin sự giúp đỡ của tôi và tôi sẽ giúp bạn" và nỗi đau của cô chấm dứt. Sau hai ngày, Digan báo cáo rằng bàn chân của cô - trước đây quá lớn so với giày của cô do khả năng giữ nước của cơ thể, đã được chữa lành. [65] Khi trở về Hoa Kỳ, năm bác sĩ của khu vực Boston tuyên bố rằng cô đã được chữa lành (không có lời giải thích y tế) và trường hợp này được Vatican tuyên bố là kỳ diệu vào năm 1992 dựa trên lời khai bổ sung của hơn 20 nhân chứng về tình trạng trước đó của cô. [65 ]
Tương tự, nhiều năm sau đó, Cha Ronald P. Pytel đã trải qua một sự chữa lành hoàn toàn bệnh tim có từ thời thơ ấu. Tình trạng sau đó leo thang thành suy tim khi linh mục có tuổi. [66] Trong quá trình hồi phục sau ca phẫu thuật tim vào tháng 6 năm 1995, ông cầu nguyện Chuỗi kính Lòng Thương Xót Chúa mỗi ngày và thường xuyên đọc Nhật ký của Thánh Faustina. [66] Cha Pytel đã cử hành một Thánh lễ vào ngày 5 tháng 10, ngày lễ kính của Đức Faustina, giáo dân tham dự, bao gồm cả một mục vụ chữa lành, đã cầu nguyện cho ông. Cuối cùng, vị linh mục nhận thấy rằng, bắt đầu từ đêm Thánh lễ, uống thuốc trợ tim đã gây cho anh một cơn đau ngực mới và bất ngờ mà ông chưa từng trải qua trước Thánh lễ. Ông hỏi ý kiến bác sĩ Nicholas Fortuin và trước sự ngạc nhiên của bác sĩ, Trái tim của cha Pytel hoàn toàn bình thường và khỏe mạnh. [66] Tiến sĩ Valentin Fuster kể từ đó đã xác nhận rằng sự biến đổi và chữa lành hoàn toàn của trái tim cha Pytel xảy ra nhanh chóng đến mức "giảm hoàn toàn các triệu chứng" trong vòng ba ngày sau Thánh lễ ngày 5 tháng 10 năm 1995. [66]